# 大江戸百貨店

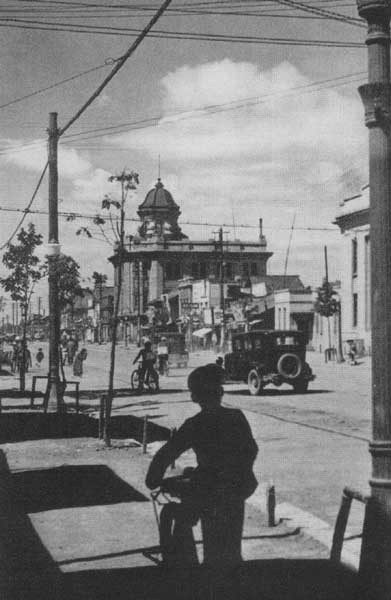
1930年代尖塔形状塔屋がある中央建物は丸越江戸っ子呉服店（大江戸百貨店）豊原本店。新古典主義様式である白色の右側建物（左端部分のみ）は北海道拓殖銀行豊原支店（現サハリン州立美術館）

大江戸百貨店（おおえどひゃっかてん）は、樺太庁豊原市（現ユジノサハリンスク）にあった百貨店。正式な名称は「丸越江戸っ子呉服店豊原本店」。
後に「豊原三越百貨店」（現サハリンデパートユジノサハリンスク本店）、および日本国籍に帰化した白系ロシア人が起業した「ウラジロミフカ百貨店豊原本店」が開店するまで、樺太唯一の百貨店だった。

## 概要
愛知県一宮市出身の寺澤代三郎が開業。店舗建物は1925年（大正14年）に「越澤呉服店」として竣工。設計者は豊原市公会堂の設計も手掛けた後藤種助説が有力。
場所は豊原大通り（現レーニナ通り）および南二丁目通り（現クリーリスカヤ通り）が交差する南西側角地区画で、南方に隣接する区画には、平屋建ての個人商店を数軒挟んだ形で北海道拓殖銀行豊原支店（現サハリン州立美術館）が立地していた。
外観はロココ建築様式に近く、鉄筋コンクリート3階建てで屋上にドーム型尖塔屋と屋外展望台があり、旧南樺太のみならず樺太全体でも最大の高層建築物であった。後に後継者が京呉服と日本人形に特化する形で事業を縮小し、店名はそのまま豊原大通南一丁目へ移転した。

## 初代店舗建物の主なフロア構成
| [icon] | この節の加筆が望まれています。 |

| [icon] | この節の加筆が望まれています。 |

| [icon] | この節の加筆が望まれています。 |

| [icon] | この節の加筆が望まれています。 |

## 初代店舗建物のその後
昭和恐慌や世界恐慌の影響を受けて閉店後、初代店舗建物は戦中に（特徴だったドーム型尖塔屋を撤去し）樺太庁警察部豊原警察署として再利用されていた。
旧ソ連により接収後、海産物缶詰専門の大手国営チェーン「アキェアーン（ロシア語表記：Океан。「海洋」のロシア語訳）」ユジノサハリンスク支店（初代）建物として1976年（昭和51年）頃まで再利用され続けた。（アキェアーン ユジノサハリンスク歴代支店写真集 画像HP（Старый Сахалин））、（1968年に撮影された空撮画像（右端の上下中央に「北海道拓殖銀行豊原支店（現サハリン州立美術館）」。間に植樹された公園（豊原市時代は平屋建て個人商店建物群）を挟み、ドーム型尖塔屋撤去後の黒っぽい建物が丸越江戸っ子呉服店豊原本店）））
1977年（昭和52年）、現在の二階建て建物に全面建て替えし、ペレストロイカ政策に伴い企業活動の規制緩和が進んでいた1997年（平成9年）、民営化された。
現在は大手ショッピングモール化も進み、地階にはユジノサハリンスク市内大手のDVDショップチェーン店も入居。
丸越江戸っ子呉服店（大江戸百貨店）豊原本店（初代店舗）跡地には前述した「アキェアーン ユジノサハリンスク支店（二代目店舗）」の他に「ロシア民間防衛問題・非常事態・自然災害復旧省極東地域センター・ユジノサハリンスク支部」が立地している。グーグル・ストリートビュー画像